# Ulrich Ramé
Ulrich Ramé (Nantes, 1972. szeptember 19. –) francia válogatott labdarúgó.

## Pályafutása
Kamaszévei derekán az FC Nantes és az AJ Auxerre is csapatába akarta hívni, de ő 16 évesen inkább akkori kiscsapatában maradt, az SC Challansban. Pár évig még itt védett, aztán 1991-ben az SCO Angers kapusa lett. Innen szerződtette a Bordeaux 1997-ben, ahol jelenleg is véd. Az Angers-ben három különböző osztályban védett az ott eltöltött 5 év alatt. A francia élvonalban 1993. július 31-én debütált. Mikor az Angers kiesett a harmadik vonalba, egy szezont még levédett ott (1996–97), majd innen emelte ki őt a Bordeaux. A Bordeaux-ban – részben Stanley Menzo sérülése miatt – Ramé hamar karriert csinált, 1997 szeptemberétől első számú kapus. Sokat tett azért, hogy csapata 1999-ben bajnoki címet szerezzen. A következő sikerre pedig sokat kellett várnia, 2007-ben hódították el a Francia Ligakupát, ahol a Lyont verték 1–0-ra.
A válogatottban 1999. június 9-én, Andorra ellen mutatkozott be. A válogatott harmadik számú kapusa volt a 2000-es Eb-n, és egyetlen mérkőzésen sem védett, de így is elmondhatja magáról, hogy Európa-bajnok. 2002-ben is ott volt azon a sikertelen vb-n, mint nemjátszó kapus. Nyert még egy tornát a válogatottal, a Konföderációs kupát 2001-ben. A válogatottban összesen 11-szer lépett pályára, utoljára 2003. február 12-én a cseh válogatott ellen, amikor nagy hibát követett el.

## Sikerei, díjai
- Ligue 1 – 1999
- Coupe de la Ligue – 2002, 2007